# Joves Turcs
|  | Per a altres significats sobre el moviment del segle XIX, vegeu «Joves otomans». |

El Comité Unió i Progrés (CUP) (en turc: Ittihat ve Terakki Cemiyeti), més conegut com els Joves Turcs, va ser un partit polític nacionalista revolucionari i reformador otomà, els caps del qual van menar una rebel·lió contra el soldà Abdul Hamid II (deposat i exiliat l'any 1909).

## Gènesi i objectiu del moviment
El CUP tenia com a primer objectiu restaurar la Constitució otomana de 1876. El moviment estava constituït principalment per turcs, però es va aliar amb partits nacionalistes reformistes d'altres pobles otomans com el Dashnak armeni. Després s'hi va girar en contra quan va promoure la constitució d'un Estat turc homogeni des d'un punt de vista religiós. Arran d'això es va produir la deportació dels armenis l'any 1915, fets que constitueixen la base dels esdeveniments qualificats de Genocidi Armeni per la diàspora armènia, en el curs del qual altres minories també van ser objecte de massacres, els grecs i els nestorians sobretot. El "CUP" va dirigir diverses vegades el govern de l'Imperi Otomà entre 1908 i la fi de la Primera Guerra Mundial l'any 1918.
Els Joves Turcs troben els seus orígens en les desfetes polítiques i militars del govern otomà, i el seu declivi progressiu al llarg del segle xix. Els Joves Turcs reclutaven els seus membres a les societats secretes dels estudiants progressistes de les universitats i entre els cadets militars, que volien modernitzar i occidentalitzar plenament la societat, tot desmarcant-se dels «Vells Turcs». La seva organització es componia principalment d'intel·lectuals i oficials.
El Segon Congrés de l'Oposició Otomana va tenir lloc a París el 22 de desembre de 1907, i hi van assistir líders de l'oposició com Ahmed Rıza, Sabahaddin Bey i Khachatur Malumian del Comitè Dashnak, amb objectiu d'unir tots els joves turcs i els moviments nacionalistes minoritaris, per tal de provocar una revolució per restablir la constitució. Van decidir deixar de banda les seves diferències i van signar una aliança, declarant que Abdul Hamid II havia de ser deposat i que el règim havia de ser substituït per un govern representatiu i constitucional per qualsevol mitjà necessari, sense ingerències estrangeres.
L'any 1908, el soldà s'inquieta de l'agitació que regna a l'Imperi i envia agents per investigar sobre els Joves Turcs a la Macedònia otomana. Els oficials membres del CUP se saben descoberts pels agents del soldà, i llancen una guerrilla contra ell amb el suport d'una part de la població. La revolució militar a Tessalònica el 1908 porta el vell soldà Abdul Hamid II a prendre en consideració el moviment dels Joves Turcs.
Els Joves Turcs retreien al soldà de no haver estat capaç de resistir a les pressions estrangeres i també denunciaven el seu autoritarisme i la seva brutalitat. La revolució pren més amplitud fins que el soldà decideix el 24 de juliol tornar a posar en vigor la constitució de 1876 sota la pressió dels Joves Turcs. El juliol de 1908 anuncia la convocació del parlament otomà.
Gràcies a la restauració d'aquesta constitució l'imperi s'obria a una nova era i es dirigia cap a un règim constitucional i liberal, dotat d'un parlament i a la reinserció dels cristians dins la comunitat nacional. Aleshores es formen partits en vista de les eleccions, i és el CUP qui surt guanyador dels comicis.
L'abril del 1909 el soldà es recolza en els islamistes turcs per dur a terme la seva contrarevolució per dissoldre el parlament i per arrestar diversos membres del CUP. Però el seu cop de força fracassa, els Joves Turcs criden a Mahmud Şevket Paixà, el qual va aixecar un exèrcit provinent de la Macedònia otomana que entra a Istanbul el 24 d'abril de 1909. Aleshores, el soldà Abdul Hamid II es fa substituir pel seu germà Mehmet V (1909-1918) el qual no tindrà cap poder real, fet que marca la fi de la monarquia absoluta otomana.
Els Joves Turcs tornen la seva constitució a l'Imperi Otomà, i li donen una divisa manllevada a França: «llibertat, igualtat, fraternitat», fet que en un primer moment permet esperar un avenir millor a les minories de l'Imperi.

## Fundació
La Societat Otomana de la Llibertat (Othmanli Hurriyet Djemiyyeti) es va fundar a Salònica l'a finals de l'estiu de 1906 inspirada en els Joves Otomans, molts dels quals vivien a l'exili. Quan es va fundar estava constituïda per deu membres numerats de l'1 al 10 segons l'edat; va tenir un comitè central de 5 membres: Bursal Tahir (nº 1 o el de més edat), Mehmed Talar, Rahmi (Evranos), Midhat Shükrü (Bleda) i Ismail Djanbulat. Dels cinc només un era militar (Ismail Djabulat) però aviat, amb l'entrada de nous membres, els militars van adquirir un gran pes. Oficials com Enver Paixà i altres van crear seccions a diversos llocs de Rumèlia. El 1907 la secció de Salònica va contactar amb els Joves Otomans (o Joves Turcs) de l'exili, i el setembre els dos grups van decidir la fusió amb el nom d'İttihad ve Terakki, encara que foren coneguts com a Joves Turcs. El juliol de 1908 la constitució fou restablerta i el seu principal objectiu s'havia complert però l'Imperi Otomà s'enfonsa a les Guerres Balcàniques, i l'Imperi Austrohongarès s'aprofita de la desorganització creada a l'Imperi per annexar-se Bòsnia i Hercegovina el 7 d'octubre de 1908. El CUP va restar una organització clandestina amb centre a Salònica i només uns quants líders exposaven les seves idees públicament, amb delegacions al sultà, a les ambaixades, etc. En les eleccions foren elegits una majoria de persones properes al CUP que es va decidir que farien una acció conjunta sota el nom d'İttihad ve Terakki Fırkası (Partit de la Unió i del Progrés), però el CUP restava secret.

## Poder compartit
La contrarevolució del 13 d'abril de 1909 fou aplanada al cap de poc dies per tropes que van venir de Salònica (24 d'abril). En endavant, amb la majoria dels escons a l'assemblea i el soldà Abdul Hamid II deposat i substituït pel seu germà Mehmet V sense cap poder real, el CUP va decidir participar directament al poder mitjançant subsecretaris d'estat nomenats entre els seus diputats, però el projecte fou refusat pel parlament i llavors foren nomenats (maig) dos ministres del CUP, Djawid i Talat, a Finances i Interior, i el poder va passar a mans de tres homes, Ismail Enver (Enver Paixà), Talat Paixà i Cemal Paixà, que formaven el triumvirat que tenia el poder efectiu. Una nova oposició entre gent que havia donat suport al Comitè es va formar amb el nom de Hürriyet ve İtilaf Fırkası. Davant aquesta amenaça el CUP va fer dissoldre la cambra (15 de gener de 1912) i va manipular les eleccions per obtenir una victòria aclaparadora. L'oposició va adoptar mètodes extraparlamentaris i un grup d'oficials liberals va provocar la caiguda del gabinet de Said Pasha que tenia el suport del CUP.
El 1912, Itàlia s'annexa Líbia i l'illa de Rodes, i Albània es revolta i proclama la independència. Després, circulen rumors de desembarcament francès a Síria. Bulgària proclama la independència i Creta s'uneix a Grècia. L'any 1913, el govern otomà va perdre la Segona Guerra Balcànica. El gener de 1913 el CUP va donar un cop d'estat i va prendre el poder de manera definitiva tot suprimint tots els partits d'oposició el juny. El congrés del CUP va orientar al partit cap a posicions quasi federal i multinacionals, es va constituir com a partit polític regular amb seu a Istanbul (Salònica ja estava en mans dels grecs) amb una assemblea general de 20 membres i un president, i amb un comitè central de 12 membres amb un secretari general.

## Partit únic
El govern CUP aleshores és dirigit pel ministre de l'interior i gran visir (primer ministre) Talat Paixà (1874-1921). Treballen amb ell, el ministre de la guerra Ismail Enver (Enver Paixà) (1881-1922) i el ministre de la marina Cemal Paixà (1872–1922). Turquia va participar en la I Guerra Mundial. Les derrotes a la guerra van portar a un congrés l'1 d'octubre de 1918 que es va haver de retardar per l'armistici búlgar de 30 de setembre de 1918 i finalment va començar l'1 de novembre de 1918 després de signar l'armistici de Mudros el dia anterior. Al matí els principals caps van estar presents però a la tarda ja havien fugit. İsmail Canbulat va restar al front per dissoldre el partit que fou reconstruït sota el nom de Teceddüd Fırkası, Partit de la Renovació.